# Sterne
Pour les articles homonymes, voir Sterne (homonymie).
Taxons concernés
Les sternes sont des oiseaux appartenant à la famille des  Laridae et répartis dans plusieurs genres : Onychoprion, Sternula, Phaetusa, Gelochelidon, Hydroprogne, Larosterna, Thalasseus, et Sterna. Les sternes sont également communément appelées hirondelles de mer ou mauves.
Les sternes font partie de la sous-famille des Sterninae qui contient également quatre espèces de Guifettes du genre Chlidonias.

## Liste des sternes
D'après la classification de référence (version 14.1, 2023) du Congrès ornithologique international (ordre phylogénique) :
- Onychoprion aleuticus – Sterne des Aléoutiennes
- Onychoprion fuscatus – Sterne fuligineuse
- Onychoprion anaethetus – Sterne bridée
- Onychoprion lunatus – Sterne à dos gris
- Sternula albifrons – Sterne naine
- Sternula saundersi – Sterne de Saunders
- Sternula antillarum – Petite Sterne
- Sternula superciliaris – Sterne argentée
- Sternula lorata – Sterne du Pérou
- Sternula nereis – Sterne néréis
- Sternula balaenarum – Sterne des baleiniers
- Phaetusa simplex – Sterne à gros bec
- Gelochelidon nilotica – Sterne hansel
- Gelochelidon macrotarsa – Sterne à longues pattes
- Hydroprogne caspia – Sterne caspienne
- Larosterna inca – Sterne inca
- Sterna aurantia – Sterne de rivière
- Sterna forsteri – Sterne de Forster
- Sterna trudeaui – Sterne de Trudeau
- Sterna paradisaea – Sterne arctique
- Sterna hirundinacea – Sterne hirundinacée
- Sterna vittata – Sterne couronnée
- Sterna virgata – Sterne de Kerguelen
- Sterna hirundo – Sterne pierregarin
- Sterna repressa – Sterne à joues blanches
- Sterna sumatrana – Sterne diamant
- Sterna dougallii – Sterne de Dougall
- Sterna striata – Sterne tara
- Sterna acuticauda – Sterne à ventre noir
- Thalasseus acuflavidus – Sterne de Cabot
- Thalasseus sandvicensis – Sterne caugek
- Thalasseus elegans – Sterne élégante
- Thalasseus bengalensis – Sterne voyageuse
- Thalasseus albididorsalis – Sterne d'Afrique
- Thalasseus maximus – Sterne royale
- Thalasseus bergii – Sterne huppée
- Thalasseus bernsteini – Sterne d'Orient